# فرودگاه اوبرابا

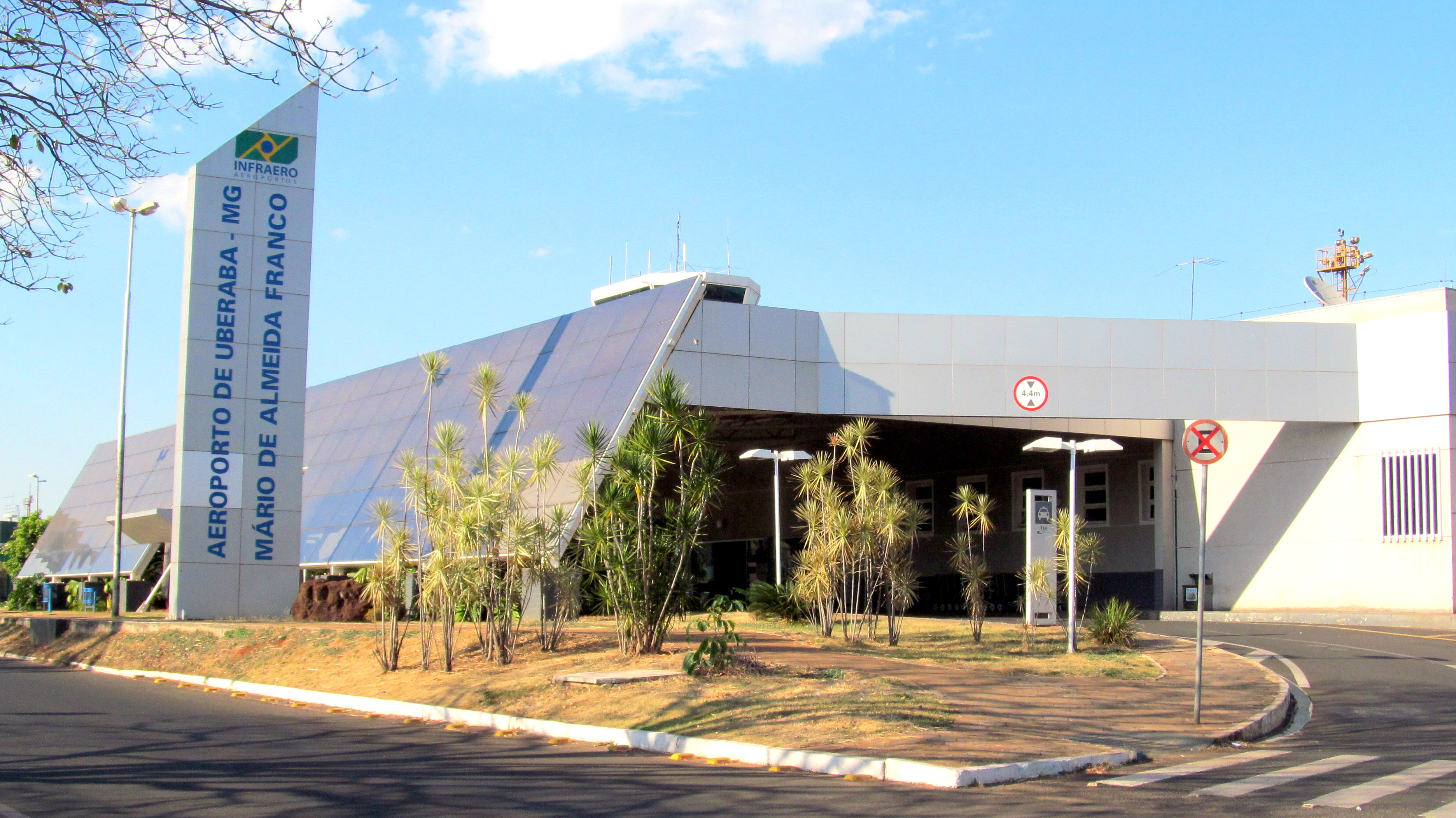
تصویری از فرودگاه اوبرابا

فرودگاه اوبرابا (به انگلیسی: Uberaba Airport) (به زبان بومی: Aeroporto Uberaba–Mário de Almeida Franco) یک فرودگاه همگانی مسافربری با کد یاتا UBA است که یک باند فرود آسفالت دارد و طول باند آن ۱۷۵۹ متر است. این فرودگاه در کشور برزیل قرار دارد و در ارتفاع ۸۰۹ متری از سطح دریا واقع شده است.

## شرکت‌های هواپیمایی و مقصدهای پروازی
| شرکت‌های هواپیمایی     | مقصدهای پروازی                                                 |
| --------------------- | -------------------------------------------------------------- |
| آزول برزیلین ایرلاینز | آراگوینا، تانکردو نوس، برازیلیا، ویراکوپوس-کامپیناس، اوبرلانجه |
| گول ایر ترنسپورت      | تانکردو نوس                                                    |